# Isotopentitration
Die Isotopentitration ist ein 1960 von A. Fuchs entwickelte Mikromethode zur quantitativen Bestimmung von Nanogrammengen von Blei, Quecksilber und anderen Schwermetallen. Diese Methode verfügt über eine hohe Empfindlichkeit und Genauigkeit. Die Isotopentitration ist eine komplexometrische Bestimmung mit Kobalt-60 als nicht-isotopem radioaktiven Indikator. Dieses Verfahren wird in der Toxikologie und Pathologie angewandt.

## Verfahren
Sind in einer Lösung mehrere Elemente vorhanden, die mit einem Komplexbildner reagieren können, so reagieren bei einem Unterschuss an Komplexbildner vorwiegend die Elemente, die die stabilsten Komplexe bilden.  Wenn in einer Lösung nun Blei und Kobalt vorliegen, bildet das Blei mit Ethylendiamintetraessigsäure (EDTA) einen viel stabileren Komplex als Kobalt. Das Kobalt wird also erst einen EDTA-Komplex bilden, wenn alle Bleiionen bereits einen Komplex mit EDTA gebildet haben. Die Bildung des EDTA-Kobalt Komplexes kann dann verfolgt werden, indem markierter Kobalt verwendet wird und der negative geladenen Komplexen von den positiv geladenen freien Kobalt-Ionen eletrophoretisch abgetrennt werden.
Dieses Verfahren eignet sich für alle Metalle, deren Komplexbildungskonstante um 1016  größer ist als die von Kobalt. Sollten sich verschiedene Metalle in der Lösung befinden müssen diese zunächst vom zu analysierenden Metall abgetrennt werden.

## Technik
Eine wässrige Lösung, die das zu bestimmende Element und eine bekannte Menge an Kobalt enthält, welche mit Kobalt-60 markiert wurde, wird auf die Mitte eines Filterpapierstreifens aufgetragen. Die beiden Enden des Teststreifens werden mit einer neutralen Salzlösung benetzt. Die Leitfähigkeit der Salzlösung muss dabei größer sein, als die der zu analysierenden Lösung. Danach wird der ganze Streifen zur Kühlung in ein Bad aus Tetrachlormethan getaucht und an die Enden wird eine Spannung von ca. 1,8 kV angelegt. Nach mindestens drei Minuten ist eine scharfe Trennung von Kobalt und Kobalt-EDTA-Komplex erreicht. Nachdem der Streifen anschließend getrocknet und zerschnitten wurde, wird die Zählrate der Abschnitte mit einem Szintillationszähler gemessen. Anschließend kann aus dem Quotienten der Zählrate vom Komplex und der freien Kobalt-Ionen zusammen mit der eingesetzten EDTA- und Kobaltmenge die Menge an Schwermetall in der Lösung errechnen. Bei der Bestimmung von Blei im Nanogrammbereich ist eine Standardabweichung von unter einem Nanogramm mit dieser Methode möglich.

## Vergleich mit der Isotopenverdünnungsanalyse.
Ein Vorteil der Isotopentitration gegenüber der Isotopenverdünnungsanalyse ist, dass auch Elemente bestimmt werden können, die selber kein Isotop aufweisen, welches sich hinsichtlich der Halbwertszeit und der spezifischen Aktivität für die Isotopenverdünnungsanalyse eignet. Ein Nachteil ist, dass bei der Isotopentitration eine quantitative Aufarbeitung erfolgen muss.